# Cobana
Cobana é um género botânico pertencente à família Iridaceae.